# Neuron
Neuron ili živčana stanica se smatra osnovnom jedinicom živčanog sustava i najsloženija je u ljudskom organizmu. Živčani sustav se sastoji od oko 86 milijardi međusobno povezanih neurona. Živčane stanice se stvaraju od rođenja i do nedavno se smatralo da se ne mogu više obnoviti kada se jednom unište. Premda se ova teorija istražuje, neki znanstvenici su u velikom postotku sigurni da je obnova neurona moguća. Njihova uloga se može konceptualizirati kao prihvaćanje, obrađivanje i odašiljanje podataka. Neuroni su glavni tip stanica koje tvore mozak.

## Građa neurona
Živčana stanica (neuron) građena je od dendrita, tijela stanice i aksona.
- Dendriti – kraći produžeci koji s osjetnih organa ili drugih živčanih stanica dovode živčano uzbuđenje na tijelo stanice. Na završecima se nalazi dendritska spina ili trn radi boljeg sinaptičkog kontakta s drugim neuronima.

- Tijelo stanice – soma, sastoji se od:
  - jezgra (nucleus) - centar neurona okružen jezgrenom membranom. U njoj se nalaze:
  - kromosomi (nosioci nasljeđa):
    - DNK – deoksiribonukleinska kiselina – "pamćenje vrste",  genetski kod
    - RNK – ribonukleinska kiselina – "pamćenje jedinke"

  - jezgrica (nucleolus)
    - proteini - služe kao enzimi, a oni kao katalizatori
    - mitohondriji proizvode ATP (adenozin tri-fosfat) koji je izvor energije u stanici
    - Golgijev aparat:
    - neurofibrile i mikrotubule
    - endoplazmatski retikulum:
      - hrapavi - (Nisslova tjelešca) sadrži ribosome i služi za sintezu bjelančevina
      - glatki - služi za transport supstance po tijelu stanice

### Akson
Akson – obično duži produžetak neurona; od nekoliko mikrometara do jednog metra. Počinje na tijelu stanice s aksonskim brežuljkom. Funkcija mu je prenositi živčane impulse s tijela stanice na druge živčane stanice ili izvršne organe – mišićna vlakna ili žlijezde. Akson je često obavijen mijelinskom ovojnicom u kojoj su Schwannove stanice. Na aksonu postoje tzv. ranvierova suženja – mjesto prekinuća mijelinske ovojnice (radi skokovite i time brže kondukcije akcijskog potencijala). Na kraju aksona nalaze se teledendroni sa završnim kvržicama u kojima se nalaze vrećice s neurotransmiterima (neuroprijenosnicima).
Membrana neurona – polupropusna je i ovija cijeli neuron. Posebne karakteristka neurona je ta da je koncentracija pozitivnih i negativnih iona različita izvan i unutar stanične tekućine. Time dolazi do razlike potencijala (ili napona). U stanju mirovanja neurona, tipična razlika potencijala je oko -70 mV (milivolta).

## Akcijski potencijal
Svaki podražaj neurona dovodi do promjena na membrani tako što se otvaraju pore za propust iona. Ako je stimulus dovoljno jak da prijeđe prag podražljivosti onda se ionski kanali potpuno otvore. Naglo pozitivno nabijeni Na+ ioni kroz pore ulaze u neuron, mijenja se električni naboj i neuron je depolariziran. Rezultat toga je da diferencijalni potencijal sa -70 mV prelazi na trenutak u +40 mV. U tom trenutku K+ izlaze vani pa se potencijal uskoro vraća na -70 mV. Nakon toga je neuron kroz neko vrijeme refraktoran – nepodražljiv. Postoji potpuna i relativna refraktornost.
Depolarizacija traje kratko i ponovo dolazi do polarizacije: ovaj kompletni proces depolarizacije i repolarizacije zove se akcijski potencijal koji je kratak i traje oko 1 milisekundu. 
Zakon "sve ili ništa" (all-or-none): ako je stimulus veći od praga podražljivosti on će izazvati punu depolarizaciju. Veličina akcijskog potencijala na mjestu podražaja, kao i u toku širenja impulsa, bit će uvijek jednaka. Dakle ako je neki podražaj dovoljno jak da uopće izazove reakciju ova će uvijek ili biti maksimalna ili je neće biti.

### Širenje akcijskog potencijala
Akcijski potencijal se ne može odjednom dogoditi u cijelom neuronu. Da bi nastao potreban mu je mali dio membrane neurona ali jednom kada nastane, putuje po membrani. Ta putovanja akcijskih potencijala niz akson ili uz dendrit su u osnovi mehanizama za prijenos informacija u mozgu.
Budući da se uzbuđenje prenosi aksonom govori se o širenju akcijskog potencijala u njemu. U stanju "mirovanja" neuron, odnosno akson, je polariziran: s vanjske strane membrane dominira Na+ pozitivan naboj, a s unutarnje K+ negativan naboj. U trenutku intenzivnog podražaja dolazi do depolarizacije tj. s vanjske strane membrane dominira negativan, a s unutarnje pozitivan naboj na tom mjestu. Susjedno mjesto na membrani koje nije podraženo ima polaritet stanja mirovanja – polarizacije. 
Tada nastaje razlika na površini između ta dva susjedna mjesta i stvaraju se lokalne struje koje na susjednom mjestu stvaraju depolarizaciju. Val depolarizacije se zbog toga premješta na susjedno mjesto i izaziva akcijski potencijal na tom mjestu. Mjesto koje je prethodno bilo zahvaćeno depolarizacijom ulazi ponovo u polarizaciju tj. ono je repolarizirano. Za to se brine ionska pumpa izbacujući ione natrija Na+ u ekstracelularni prostor pa se na membrani uspostavlja polaritet stanja mirovanja. Cijeli taj proces traje oko 0,5 milisekunde.
Val depolarizacije tako prolazi cijelim aksonom iza kojega slijedi val repolarizacije. Akson je često mijeliziran, a mijelinska ovojnica je izolator koji onemogućuje prodor iona kroz membranu u neuron. 
Depolarizacija i repolarizacija se odvija samo u području Ranvierovih suženja, u skoku od jednog do drugog suženja. To se zove skokovita kondukcija. Njena je važnost u većoj brzini provođenja impulsa i u uštedi energije – ionska pumpa manje mora raditi izbacujući ione Na+ van.